# Łańce
Łańce (en allemand : Lohnitz) est une localité polonaise de la gmina de Kornowac, située dans le powiat de Racibórz en voïvodie de Silésie.

## Histoire
La localité est mentionnée pour la première fois dans des sources historiques au XVe siècle.
De 1975 à 1998, la ville a appartenu administrativement à la voïvodie de Katowice.

## Population
En 2021, la localité compte 650 habitants.